# وین‌مارک
وین‌مارک (انگلیسی: Winmark) شرکت خرده‌فروشی آمریکایی است، که در سال ۱۹۸۸ تأسیس شد.